# Het dagboek van een kamermeisje

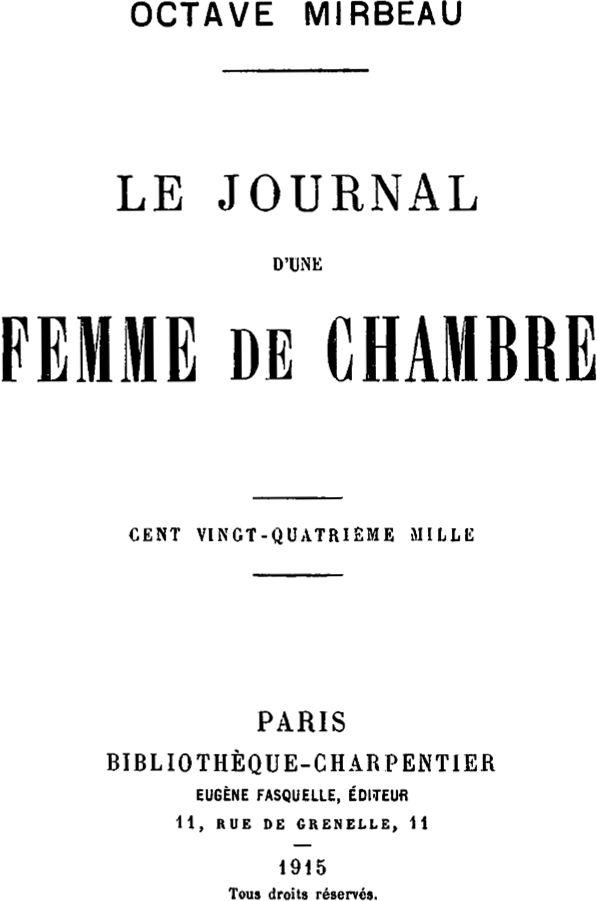
Titelpagina van een editie uit 1915

Het dagboek van een kamermeisje (Le journal d'une femme de chambre) is een satirische Franse roman van Octave Mirbeau, die in 1900 voor het eerst werd gepubliceerd, aan het einde van de zaak Dreyfus.

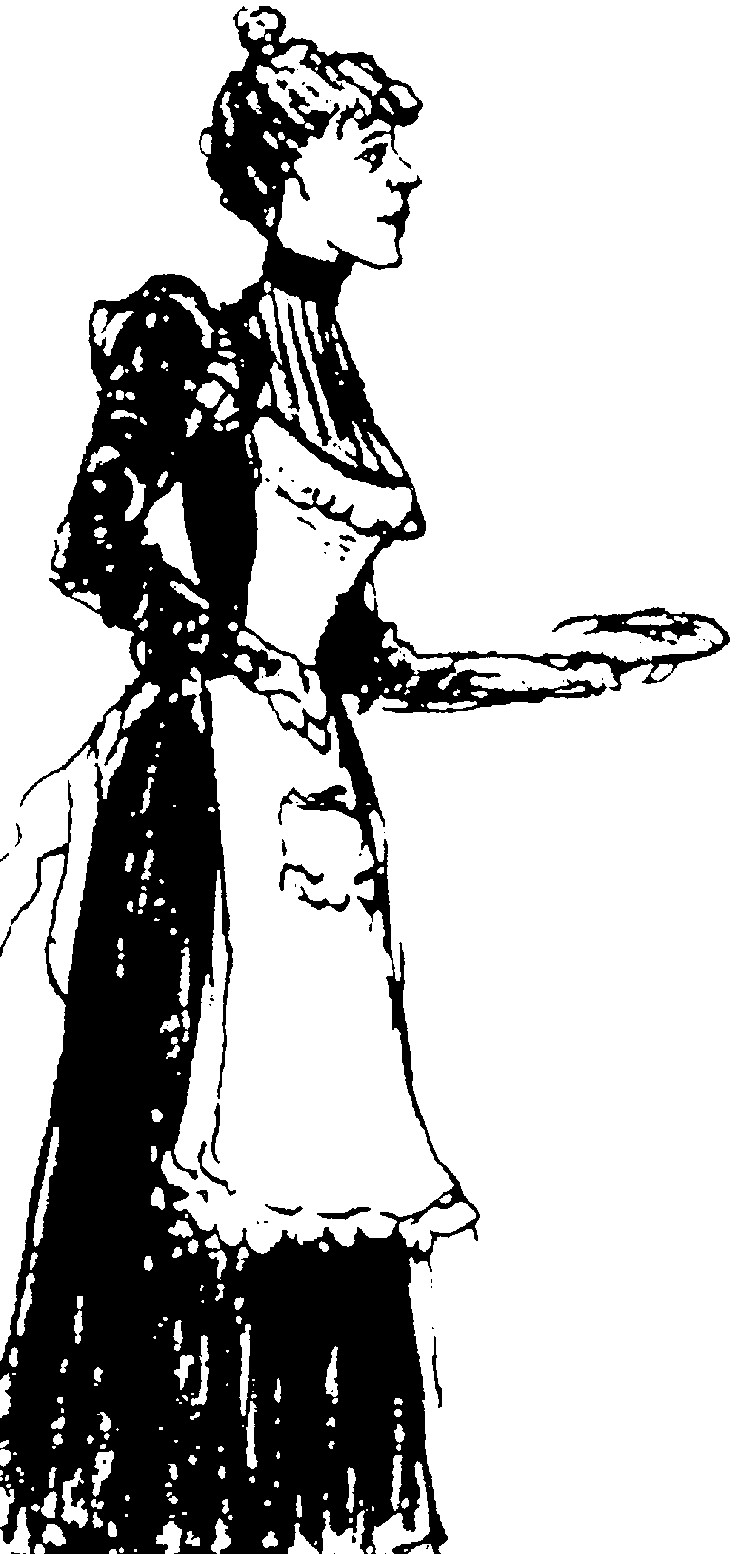
Célestine getekend door Mirbeau zelf

De Parijse Célestine wordt aangenomen als meid bij de familie Lanlaire in Normandië. Door middel van flashbacks en mijmeringen komt de lezer steeds meer te weten over het vroegere leven van Célestine, over haar vorige betrekkingen bijvoorbeeld waar ze talloze bizarre, pikante incidenten meemaakt en vulgaire vernederingen moest ondergaan. Ze trouwt met een antisemiet, de knecht Joseph.
Het blijkt dat ook Célestine niet helemaal vrij te pleiten is van dubbelzinnigheid en seksuele stoutmoedigheid: behoedzaam en weloverwogen speelt ze vaak het machtsspel van aantrekken en afstoten mee, waarbij ze soms 'triomfeert'. Maar meestal wordt ze het ongelukkige slachtoffer door haar afhankelijkheidspositie.
Het feit dat Mirbeau een dienstmeid tot hoofdpersoon maakt was op zich al revolutionair. Bovendien geeft zij ons ook nog eens 'blik door het sleutelgat' op de gegoede klasse en de maatschappij: dienstmeiden en -knechten zijn de moderne slaven in een maatschappij waar het recht van de sterkste geldt en waar de bezitters al hun luimen en grillen kunnen botvieren.
Mirbeau koestert echter geen enkele illusie dat dienstpersoneel in staat en bereid zou zijn in opstand te komen. Uiteindelijk wordt de dienstmeid Célestine zelf bazin in haar eigen café in Cherbourg en behandelt ze haar ondergeschikten precies als zij zelf behandeld werd.

## Bewerkingen
Het boek werd in 1916 in Rusland verfilmd, vervolgens in 1946 door de Franse filmmaker Jean Renoir, in 1964 door de Spaanse cineast Luis Buñuel en in 2015 door de Franse regisseur Benoît Jacquot. Er bestaan tientallen bewerkingen voor theater, behalve Franstalige ook in het Duits, Engels, Italiaans, Nederlands en Spaans.